# Матч-реванш
«Матч-реванш» — второй мультипликационный фильм режиссёра-мультипликатора Бориса Дёжкина о хоккейном матче между командами «Метеор» и «Вымпел», выдержанный в традициях насыщенного трюками и динамикой спортивного репортажа. Создан на киностудии «Союзмультфильм». Премьера мультфильма состоялась в 1968 году в Москве.

## Сюжет
Команда «Метеор» смотрит запись своего старого матча, в ходе которого они проиграли команде новичков «Вымпел». После просмотра капитан «Метеора» решается взять реванш. Вместе с остальными членами команды он звонит по телефону и бросает вызов «Вымпелу». В это время участники команды «Вымпел» тренируются перед матчем. Когда «Метеор» прибывает на площадку, начинается матч. Как и в предыдущей встрече, команда «Метеор» открывает счёт, но по ходу игры удача оказывается на стороне команды «Вымпел», которая вновь одерживает победу со счётом 6:4.

## Создатели мультфильма
| авторы сценария            | Александр Кумма, Сакко Рунге, Борис Дёжкин                            |
| режиссёр                   | Борис Дёжкин                                                          |
| композитор                 | Александр Варламов                                                    |
| художники-постановщики     | Владимир Соболев, Борис Дёжкин                                        |
| художники-мультипликаторы: | Борис Дёжкин, Вадим Долгих, Виктор Арсентьев, Виолетта Колесникова    |
| ассистент режиссёра        | Лидия Ковалевская                                                     |
| монтажёр                   | Татьяна Сазонова                                                      |
| операторы                  | Елена Петрова, Светлана Кощеева                                       |
| звукооператор              | Борис Фильчиков                                                       |
| художники:                 | Пётр Коробаев, Мстислав Купрач, Эрраст Трескин, З. Кабатова, Т. Вендт |
| редактор                   | Раиса Фричинская                                                      |
| директор картины           | Фёдор Иванов                                                          |

## Признание

### Награды
- 1968 — второй Всесоюзный фестиваль спортивных фильмов в Тбилиси (бронзовая медаль).
- 1968 — Международный фестиваль к/м «Миссия молодёжи» в Мехико в рамках XIX Олимпиады (почётный диплом).

### Выставка
В 2014 году в малом выставочном зале дворца «Измайлово» по инициативе Московского государственного объединённого художественного историко-архитектурного и природно-ландшафтного музея-заповедника прошла приуроченная к 100-летнему юбилею Бориса Петровича Дёжкина выставка «Шайбу! Шайбу!», на которой были представлены работы, нашедшие позднее воплощение в фильмах «Шайбу! Шайбу!» и «Матч-реванш».
Экспонаты для выставки были предоставлены фондом анимации Государственного центрального музея кино.